# جایزه فیلم‌خانه آمریکایی
جایزه فیلم‌خانه آمریکایی (انگلیسی: American Cinematheque Award) سالانه به یک هنرمند خارق‌العاده که در صنعت سرگرمی درگیر بوده، به کار خود متعهد و نقش قابل توجهی در صنعت فیلم داشته جایزه می‌دهد.

## دریافت کنندگان
| دریافت کننده       | سال  | سن |
| ------------------ | ---- | -- |
| ادی مورفی          | ۱۹۸۶ | ۲۵ |
| بت میدلر           | ۱۹۸۷ | ۴۲ |
| رابین ویلیامز      | ۱۹۸۸ | ۳۵ |
| استیون اسپیلبرگ    | ۱۹۸۹ | ۴۳ |
| ران هاوارد         | ۱۹۹۰ | ۳۶ |
| مارتین اسکورسیزی   | ۱۹۹۱ | ۴۹ |
| شان کانری          | ۱۹۹۲ | ۶۲ |
| مایکل داگلاس       | ۱۹۹۳ | ۴۹ |
| راب راینر          | ۱۹۹۴ | ۴۷ |
| مل گیبسون          | ۱۹۹۵ | ۳۹ |
| تام کروز           | ۱۹۹۶ | ۳۴ |
| جان تراولتا        | ۱۹۹۷ | ۴۳ |
| آرنولد شوارتزنگر   | ۱۹۹۸ | ۵۱ |
| جودی فاستر         | ۱۹۹۹ | ۳۶ |
| بروس ویلیس         | ۲۰۰۰ | ۴۵ |
| نیکلاس کیج         | ۲۰۰۱ | ۳۷ |
| دنزل واشینگتن      | ۲۰۰۲ | ۴۸ |
| نیکول کیدمن        | ۲۰۰۳ | ۳۶ |
| استیو مارتین       | ۲۰۰۴ | ۵۹ |
| آل پاچینو          | ۲۰۰۵ | ۶۵ |
| جرج کلونی          | ۲۰۰۶ | ۴۵ |
| جولیا رابرتس       | ۲۰۰۷ | ۴۰ |
| ساموئل ال. جکسون   | ۲۰۰۸ | ۶۰ |
| مت دیمون           | ۲۰۱۰ | ۴۰ |
| رابرت داونی جونیور | ۲۰۱۱ | ۴۶ |
| بن استیلر          | ۲۰۱۲ | ۴۷ |
| جری بروکهایمر      | ۲۰۱۳ | ۵۶ |
| متیو مک‌کانهی       | ۲۰۱۴ | ۴۴ |
| ریس ویترسپون       | ۲۰۱۵ | ۳۹ |
| ریدلی اسکات        | ۲۰۱۶ | ۷۹ |
| ایمی آدامز         | ۲۰۱۷ | ۴۳ |
| بردلی کوپر         | ۲۰۱۸ | ۴۳ |
| شارلیز ترون        | ۲۰۱۹ | ۴۴ |